# Monts du Vivarais
De Monts du Vivarais is een bergketen in het oosten van het Franse Centraal Massief. De naam verwijst naar de oude provincie Vivarais, waarbinnen deze bergketen lag. De bergen liggen geheel in het departement Ardèche en worden daarom soms ook Monts d'Ardèche genoemd, al kan dit ook verwijzen naar het regionale natuurpark met dezelfde naam. Het zuidelijke deel van de Monts du Vivarais behoort tot dit regionale natuurpark Monts d'Ardèche, net als het noordoostelijke deel van de Cevennen. Met zijn 1754 meter hoogte vormt de Mont Mézenc de hoogste berg van de Monts du Vivarais.

## Situering
Het bergmassief wordt als volgt begrensd:
- in het noorden door de vallei van de rivier de Gier en de bergen van de Lyonnais (Monts du Lyonnais) of door het massief van Pilat als het massief van Pilat niet tot de Monts du Vivarais gerekend wordt.
- in het oosten door de Rhône-vallei
- in het zuiden door de Cevennen
- in het westen door de Meygal en het Devès-massief

De steden Privas en Aubenas liggen aan de rand van de bergketen. Ten noorden de bovenloop van de Ardèche (Aubenas - Col de la Chavade) gaan de Cevennen over in de Monts du Vivarais. Het massief van Pilat, dat gelegen is in het noorden van de Monts du Vivarais, wordt soms niet tot de Monts du Vivarais gerekend (in tegenstelling tot het situeringskaartje op deze pagina), waarschijnlijk omdat het massief van Pilat gedeeltelijk in het Loire departement ligt. 

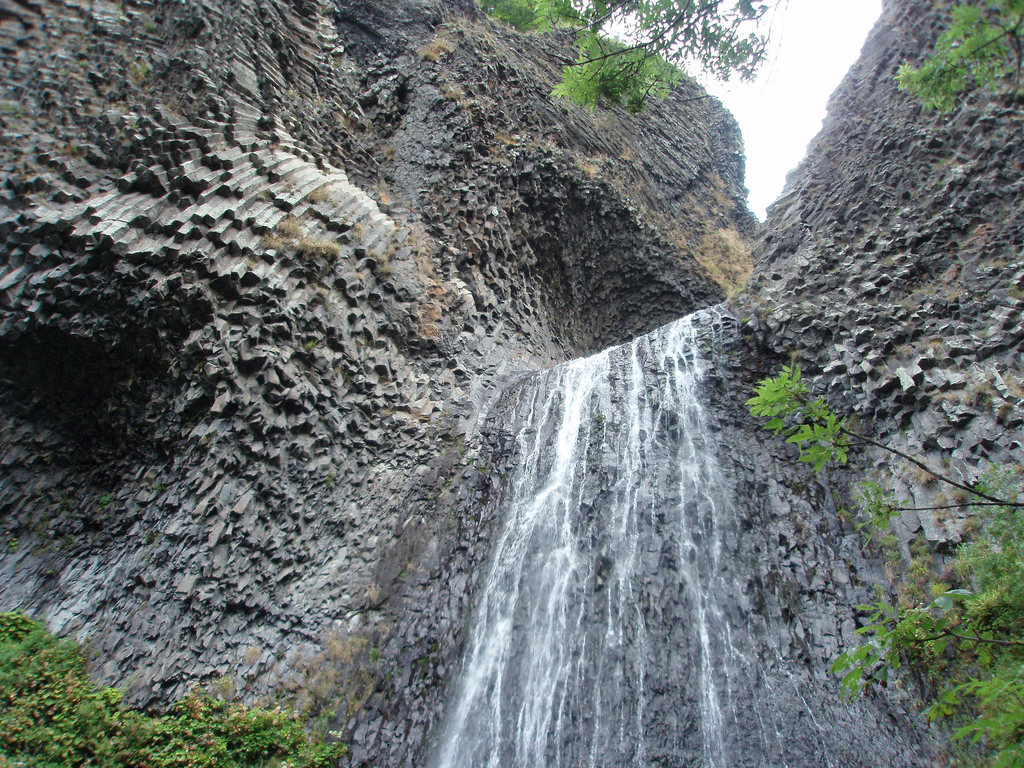
Cascade du Ray Pic, in het zuiden van de bergketen
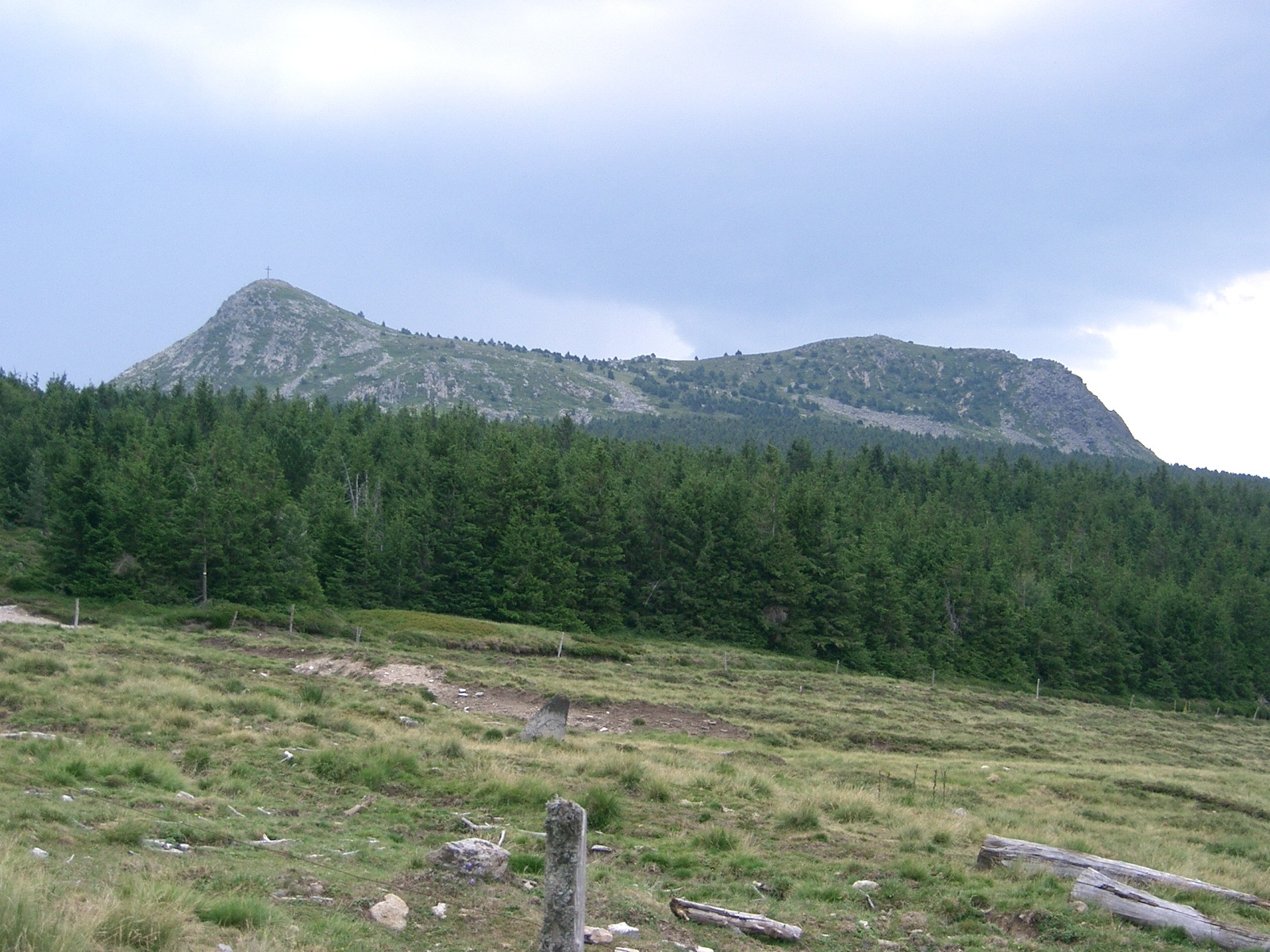
Mont Mézenc
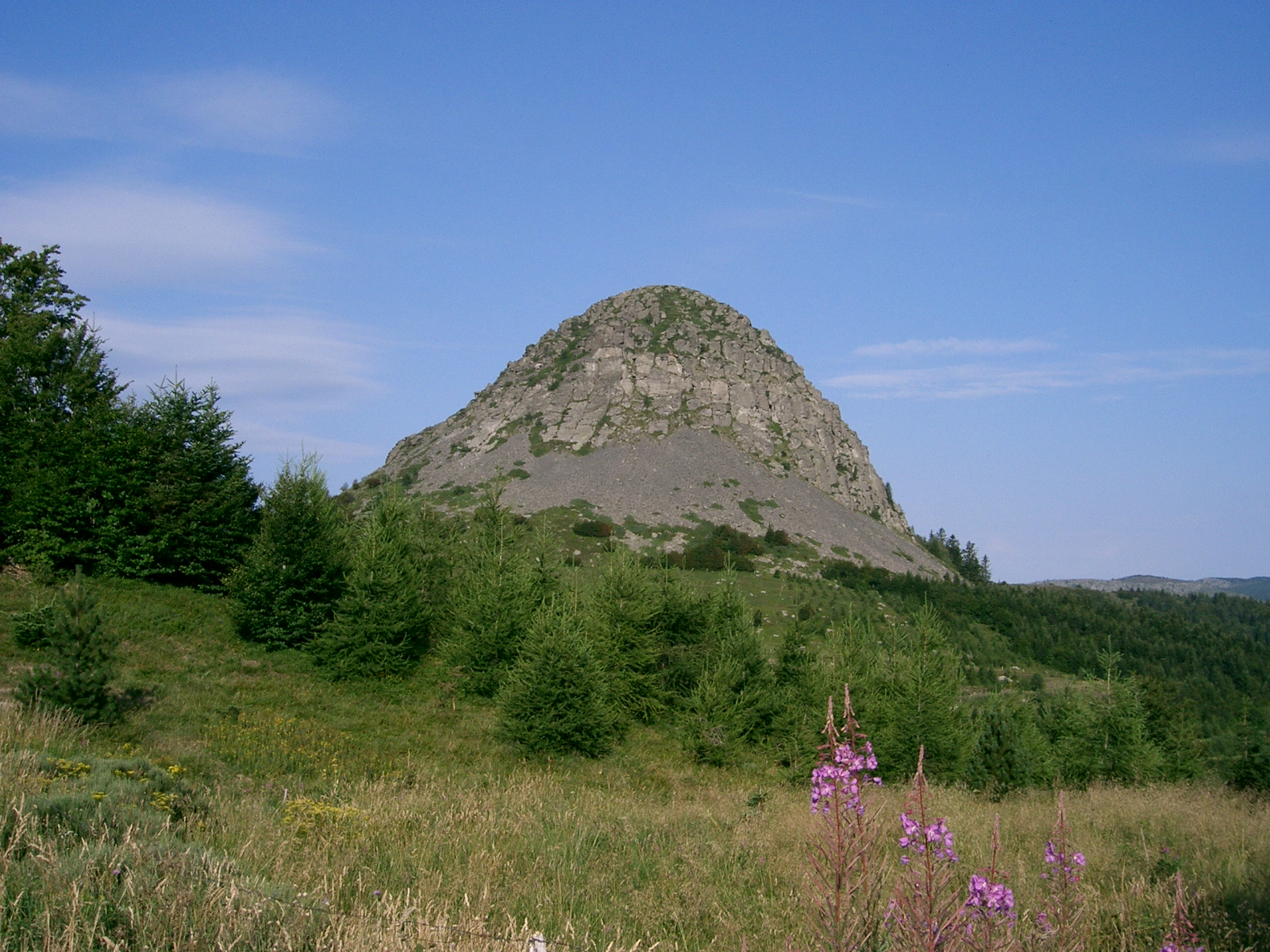
Mont Gerbier de Jonc, in het zuiden van de bergketen